# Jasna Kolar-Merdan
Jasna Kolar-Merdan (Mostar, 19 oktober 1956) is een voormalig Joegoslavisch en Oostenrijks handbalspeelster. Zij nam in 1980 en in 1984 deel aan de Olympische Spelen namens Joegoslavië. Daarmee won zij respectievelijk zilver en goud. Na 1984 verkaste ze naar Oostenrijk en nam ze de Oostenrijks nationaliteit aan. In 1992 nam ze namens Oostenrijks deel aan de olympische spelen met de 5e plaats als resultaat.
In 1990 werd ze uitgeroepen tot IHF wereldhandbalspeler van het jaar

## Clubcarrière
Jasna Kolar-Merdan begon haar carrière bij ŽRK Lokomotiva Mostar, waar zij vanuit de jeugd doorstroomde naar het eerste team. Zij speelde daar tot 1984. Daarna verkaste zij naar Hypo Niederösterreich, waarmee zij 10 keer landskampioen werd en 4 keer de Oostenrijkse beker won. Ook won zij met dat team 4 keer de EHF Champions League

## Erelijst
- Olympische Spelen

 1980
 1984
- Wereldkampioenschappen

 1982
- Champions League Winnaar

1989, 1990, 1992, 1993
- Landskampioen Oostenrijk

10x; 1984 t/m 1993
- Winnaar Oostenrijkse Beker

4x; 1990, 1991, 1992, 1993

## Onderscheidingen
- IHF wereldhandbalspeler van het jaar: 1990

## Privé
Jasna Kolar-Merdan runt sinds 1994 samen met haar man een café in Maria Enzersdorf.